# The Dream Walker
Albums de Angels and Airwaves
Stomping the Phantom Brake Pedal
(2013)
Singles
1. The Wolfpack
Sortie : 31 octobre 2014
2. Bullets in the Wind
Sortie : 17 novembre 2014
3. Tunnels
Sortie : 1er décembre 2014

The Dream Walker est le cinquième album studio du groupe californien de rock alternatif Angels and Airwaves sorti le 9 décembre 2014 sur le label To the Stars Records.

## Liste des pistes
| No  | Titre               | Durée |
| --- | ------------------- | ----- |
| 1.  | Teenagers & Rituals | 3:53  |
| 2.  | Paralyzed           | 4:09  |
| 3.  | The Wolfpack        | 3:53  |
| 4.  | Tunnels             | 4:10  |
| 5.  | Kiss with a Spell   | 4:36  |
| 6.  | Mercenaries         | 4:37  |
| 7.  | Bullets in the Wind | 4:03  |
| 8.  | The Disease         | 3:57  |
| 9.  | Tremors             | 3:55  |
| 10. | Anomaly             | 2:52  |